# The Call of the Plains
The Call of the Plains è un cortometraggio muto del 1913 diretto e interpretato da Arthur Mackley. Per Mackley, fu l'ultimo film con la Essanay, la casa di produzione con cui aveva cominciato una carriera di attore che contava, nel 1913, oltre un centinaio di pellicole. Al suo debutto cinematografico, invece, Marguerite Clayton, che ricopriva il ruolo della protagonista.

## Produzione
Il film fu prodotto dalla Essanay Film Manufacturing Company. Venne girato a Niles. Gilbert M. 'Broncho Billy' Anderson, fondatore della casa di produzione Essanay (che aveva la sua sede a Chicago), aveva individuato nella cittadina californiana di Niles il luogo ideale per trasferirvi una sede distaccata della casa madre. Niles diventò così, il set dei numerosi western prodotti da Anderson.

## Distribuzione
Distribuito dalla General Film Company, il film - un cortometraggio in una bobina - uscì nelle sale cinematografiche USA il 29 luglio 1913.